# 永大杯囲棋戦
永大杯囲棋戦（えいだいはいいきせん、永大盃圍棋賽）は、台湾の囲碁の棋戦。1993年に開始、1999年まで7期開催された。2009年からはアマチュア棋戦として永大杯全国業余囲棋戦（永大盃全國業餘圍棋賽）が開催されている。
- 主催 応昌期囲棋教育基金会
- 後援 永大機電

台湾の棋士が参加。1995-97年は中国（大陸）棋士2名が参加した。

## 歴代優勝者と挑戦手合
（左が優勝者）
1. 1993年 楊志徳 - 陳永安
2. 1994年 林聖賢 - 周俊勲
3. 1995年 呉肇毅 - 林聖賢
4. 1996年 周俊勲 - 陳永安
5. 1997年 王煜輝 - 林聖賢
6. 1998年 周俊勲 - 陳士
7. 1999年 彭景華 - 周可平